# ローン・ウィルソン
ローン・ウィルソン（2002年5月1日 - ）はコスタリカのサッカー選手。ポジションはMF。

## 経歴
リモンFCでプロキャリアを始める。13歳の頃から才能を認められ、、同クラブで最も才能ある若手の一人に成長した。しかし、まもなくクラブが財政難から降格、解散したため、2021年にトップリーグに属するムニシパル・グレシアに移籍した。2022年3月にはエクストラクラサのクラブからの関心が寄せられた。
2023年1月、ジル・ヴィセンテFCに移籍した。

### 代表
2022年6月3日のパナマ代表戦でデビューした。
2022 FIFAワールドカップの本大会メンバーにも選出された。

## 代表歴

### 出場大会
- コスタリカ代表
  - 2022 FIFAワールドカップ

### 試合数
- 国際Aマッチ 8試合 0得点（2022年-）[8]

| コスタリカ代表 | 国際Aマッチ | 国際Aマッチ |
| 年             | 出場        | 得点        |
| -------------- | ----------- | ----------- |
| 2022           | 4           | 0           |
| 2023           | 4           | 0           |
| 通算           | 8           | 0           |